# Singapora shivae
Singapora shivae är en insektsart som beskrevs av Irena Dworakowska 1983. Singapora shivae ingår i släktet Singapora och familjen dvärgstritar.
Artens utbredningsområde är Thailand. Inga underarter finns listade i Catalogue of Life.